# 华兴站
华兴站位于中国四川省成都市武侯区成双大道北段，为成都地铁10号线和9号线的地下换乘车站，于2017年9月6日启用。在10号线建设期间，本站曾使用工程名“沈家桥站”，本站土建工程的施工方为中铁二十三局集团有限公司。在10号线补充环评阶段，因为较可研阶段新增簇锦站，本站的位置向南移动了130米。

## 车站结构
华兴站是一个地下岛式站台车站，位于成双大道和新安大道交叉口，10号线沿成双大道路方向敷设。附属结构包括2个风亭组和4个出入口。
|                              |  | 10号线往太平园（簇锦） |
| 島式 · 開左邊车门 · 往 9号线 |  |                        |
|                              |  | 10号线往新平（金花）   |

|                     |  | 9号线往黄田坝（簇桥）     |
| 島式 · 開左邊车门 · |  |                           |
|                     |  | 9号线往金融城东（太平寺） |

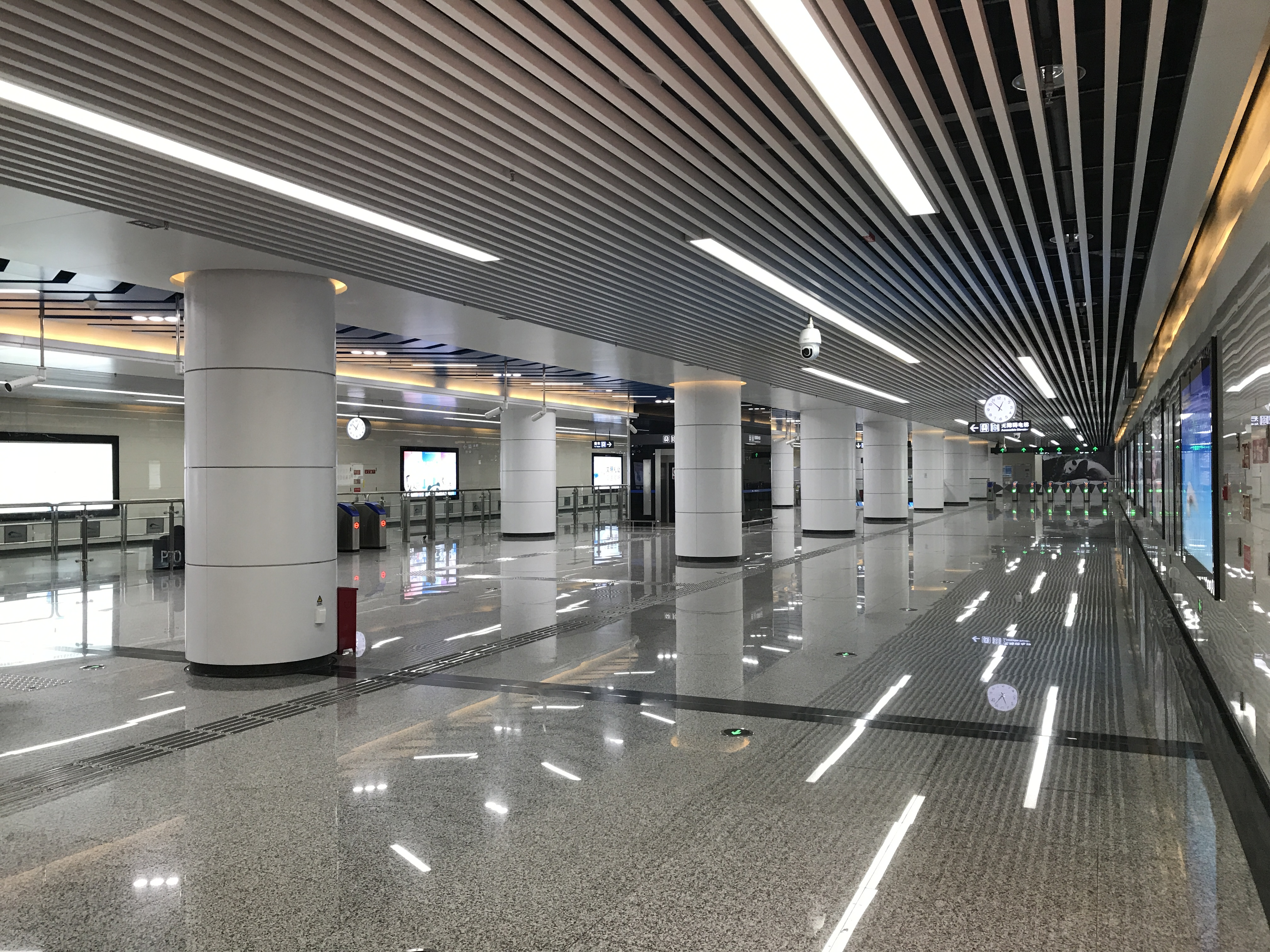
站厅层
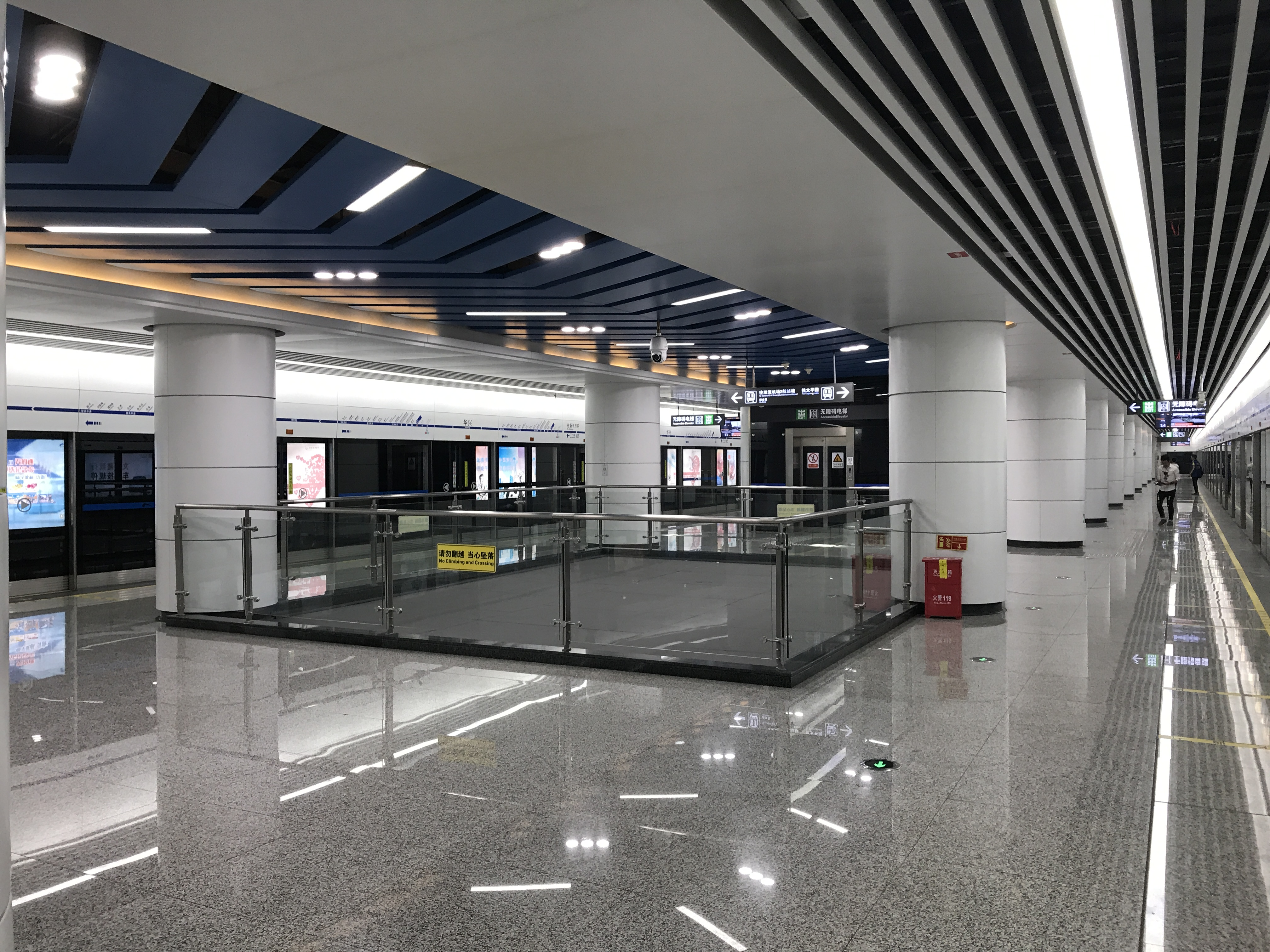
10号线站台层
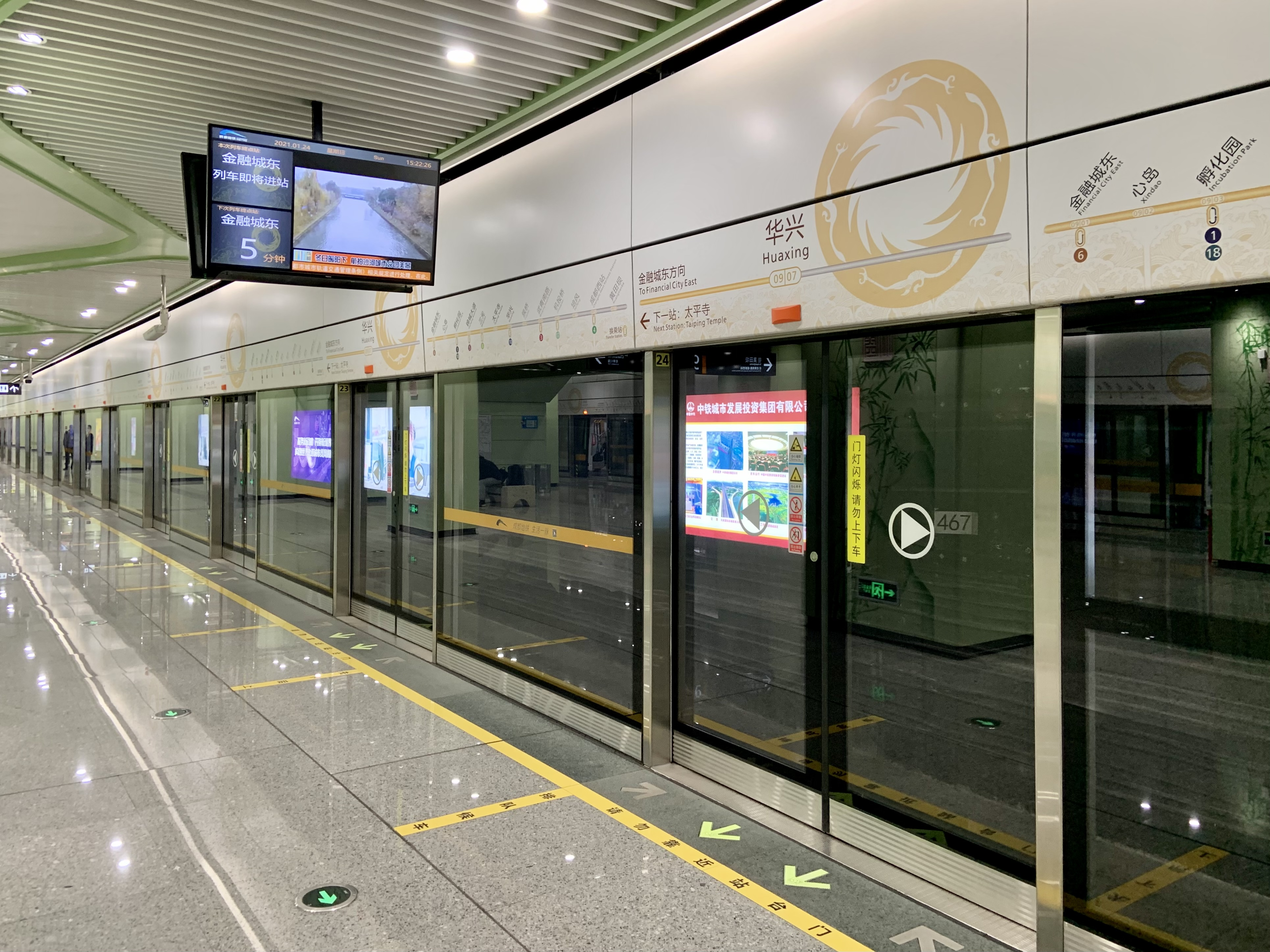
9号线站台层

## 出入口
本站目前开放6个出入口。
|          |                         |                          |      |
|          |                         |                          |      |
| 编号     | 设施                    | 指示                     | 照片 |
|          | 无障碍电梯              | 成双大道北段             |      |
| 出口 · B |                         | 新安大道、文昌路         |      |
| 出口 · C | 无障碍卫生间            | 新安大道、文昌路         |      |
| 出口 · D |                         | 成双大道北段             |      |
| 出口 · E | 无障碍电梯 无障碍卫生间 | 红簇路、企业中路、正兴路 |      |
| 出口 · F | 无障碍电梯              | 沈三路                   |      |

## 公交换乘
地铁华兴站：213、306、338、802、803、838、807、848路。

## 历史
- 2014年11月15日，开始封闭施工[5]；
- 2016年6月2日，开始站后工程样板站建设[6]；
- 2016年10月18日，2号风亭结构封顶[7]；
- 2017年6月14日，开展热烟测试[8]。
- 2017年9月6日，车站正式启用[1]。
- 2020年12月18日，9号线部分启用。

## 未来发展
成都轨道交通规划中的成都地铁33号线也将经过本站，届时本站将成为三线换乘车站。33号线原定作为成都市轨道交通第四期建设规划的内容申报建设，但实际批复文件中未包含33号线。